# Platypeza fasciata
Platypeza fasciata är en tvåvingeart som beskrevs av Johann Wilhelm Meigen 1804. Platypeza fasciata ingår i släktet Platypeza och familjen svampflugor.
Artens utbredningsområde är Tyskland. Arten är reproducerande i Sverige. Inga underarter finns listade i Catalogue of Life.